# Tygbom
Tygbom är den främre axel i vävstolen där det vävda tyget rullas upp allteftersom. Från tygbommen går snören som fördelas över den käpp som varpen knyts fast i vid framknytningen. Snörena leds först bakom knäbommen, sen upp framför bröstbommen och så långt fram att slagbommen når att packa det första inslaget.
När det första varvet av det vävda tyget når ner till tygbommen måste ett lager bomspröt läggas runt hela varvet för att inte snörena på bommen ska ge fula märken i tyget.